# Jelena Pavičić Vukičević
Jelena Pavičić Vukičević, hrvaška političarka, * 2. september 1975, Zagreb.
Od smrti Milana Bandića februarja 2021 do lokalnih volitev maja istega leta je bila vršilka dolžnosti župana mesta Zagreba. Med letoma 2003 in 2008 je bila poslanka v hrvaškem Saboru.